# Divisió de Bhopal
La divisió de Bhopal és una entitat administrativa de Madhya Pradesh a l'Índia amb capital a Bhopal (ciutat). El 2005 la divisió estava formada pels districtes de Betul, Bhopal, Harda, Hoshangabad, Raisen, Rajgarh, Sehore i Vidisha.